# Гёргль, Элизабет
Элизабет Гёргль (нем. Elisabeth Görgl, род. 20 февраля 1981, Брукк-ан-дер-Мур) — австрийская горнолыжница, двукратная чемпионка мира 2011 года в супергиганте и скоростном спуске, двукратный бронзовый призёр Олимпийских игр 2010 года, победительница 7 этапов Кубка мира. Универсал, специалистка как слаломных, так и скоростных дисциплин.

## Биография
Элизабет — дочь известной австрийской горнолыжницы Траудль Хехер (род. 1943), которая выиграла 2 бронзовые награды в скоростном спуске на Олимпийских играх 1960 и 1964 годов. Старший брат Элизабет Штефан (род. 1978) также стал горнолыжником, выиграл 2 этапа Кубка мира, участвовал в Олимпийских играх 2006 года.
В Кубке мира Элизабет Гёргль дебютировала в 2000 году, в январе 2008 года одержала свою первую победу на этапе Кубка мира в гигантском слаломе. Всего на сегодняшний момент имеет шесть побед на этапах Кубка мира, по 2 в гигантском слаломе, супергиганте и скоростном спуске. Всего более 35 раз попадала в тройку лучших на этапах Кубка мира, как минимум по три раза в каждой из пяти дисциплин.
Принимала участие в зимних Олимпийских играх 2006 года в Турине, где стартовала в скоростном спуске, но не добралась до финиша.
На зимних Олимпийских играх 2010 года в Ванкувере стартовала во всех пяти дисциплинах, завоевав две бронзовые медали — в скоростном спуске и гигантском слаломе, в остальных видах показала следующие результаты: суперкомбинация — 18-е место, супергигант — 5-е место, слалом — 7-е место.
Зимние Олимпийские игры 2014 года в Сочи сложились для австрийки неудачно. В гигантском слаломе Гёргль стала 11-й, отстав от победительницы Тины Мазе почти на 3 секунды. В скоростном спуске Элизабет осталась лишь на 16-м месте, а в супергиганте и суперкомбинации Гёргль не смогла добраться до финиша.
Использует лыжи и ботинки производства фирмы Head.
В 2021 году приняла участие во втором сезоне песенного музыкального телешоу «Маска» в образе Винограда и выбыла в пятом выпуске.

## Победы на этапах Кубка мира (7)
На 17 августа 2015 года
| № | Сезон   | Дата        | Место             | Дисциплина            |
| - | ------- | ----------- | ----------------- | --------------------- |
| 1 | 2007/08 | 28 янв 2008 | Марибор           | Гигантский слалом     |
| 2 | 2007/08 | 15 мар 2008 | Бормио            | Гигантский слалом (2) |
| 3 | 2009/10 | 6 дек 2009  | Лейк Луиз         | Супергигант           |
| 4 | 2011/12 | 7 янв 2012  | Бад-Клайнкирхгайм | Скоростной спуск      |
| 5 | 2013/14 | 11 янв 2014 | Альтенмаркт       | Скоростной спуск (2)  |
| 6 | 2013/14 | 23 янв 2014 | Кортина-д’Ампеццо | Супергигант (2)       |
| 7 | 2014/15 | 21 дек 2014 | Валь-д'Изер       | Супергигант (3)       |

## Результаты

### Олимпийские игры
| Олимпийские игры | Скоростной спуск | Супергигант | Гигантский слалом | Слалом | Комбинация |
| ---------------- | ---------------- | ----------- | ----------------- | ------ | ---------- |
| Турин 2006       | DNF1             | —           | —                 | —      | —          |
| Ванкувер 2010    | 3                | 5           | 3                 | 7      | 18         |
| Сочи 2014        | 16               | DNF1        | 11                | —      | DNF2       |

### Чемпионат мира
| Чемпионат мира           | Скоростной спуск | Супергигант | Гигантский слалом | Слалом | Комбинация |
| ------------------------ | ---------------- | ----------- | ----------------- | ------ | ---------- |
| Санкт-Мориц 2003         | —                | —           | —                 | DNF1   | —          |
| Бормио 2005              | —                | —           | 7                 | DSQ1   | 8          |
| Оре 2007                 | 18               | —           | —                 | —      | —          |
| Валь-д'Изер 2009         | 4                | 6           | 10                | 31     | 3          |
| Гармиш-Партенкирхен 2011 | 1                | 1           | 10                | —      | 5          |
| Шладминг 2013            | 10               | 11          | 23                | —      | 6          |
| Вейл/Бивер-Крик 2015     | 6                | DNF1        | —                 | —      | —          |